# Barylypa sulcata
Barylypa sulcata är en stekelart som först beskrevs av Léon Abel Provancher 1886.  Barylypa sulcata ingår i släktet Barylypa och familjen brokparasitsteklar. Inga underarter finns listade.